# 四条隆謌

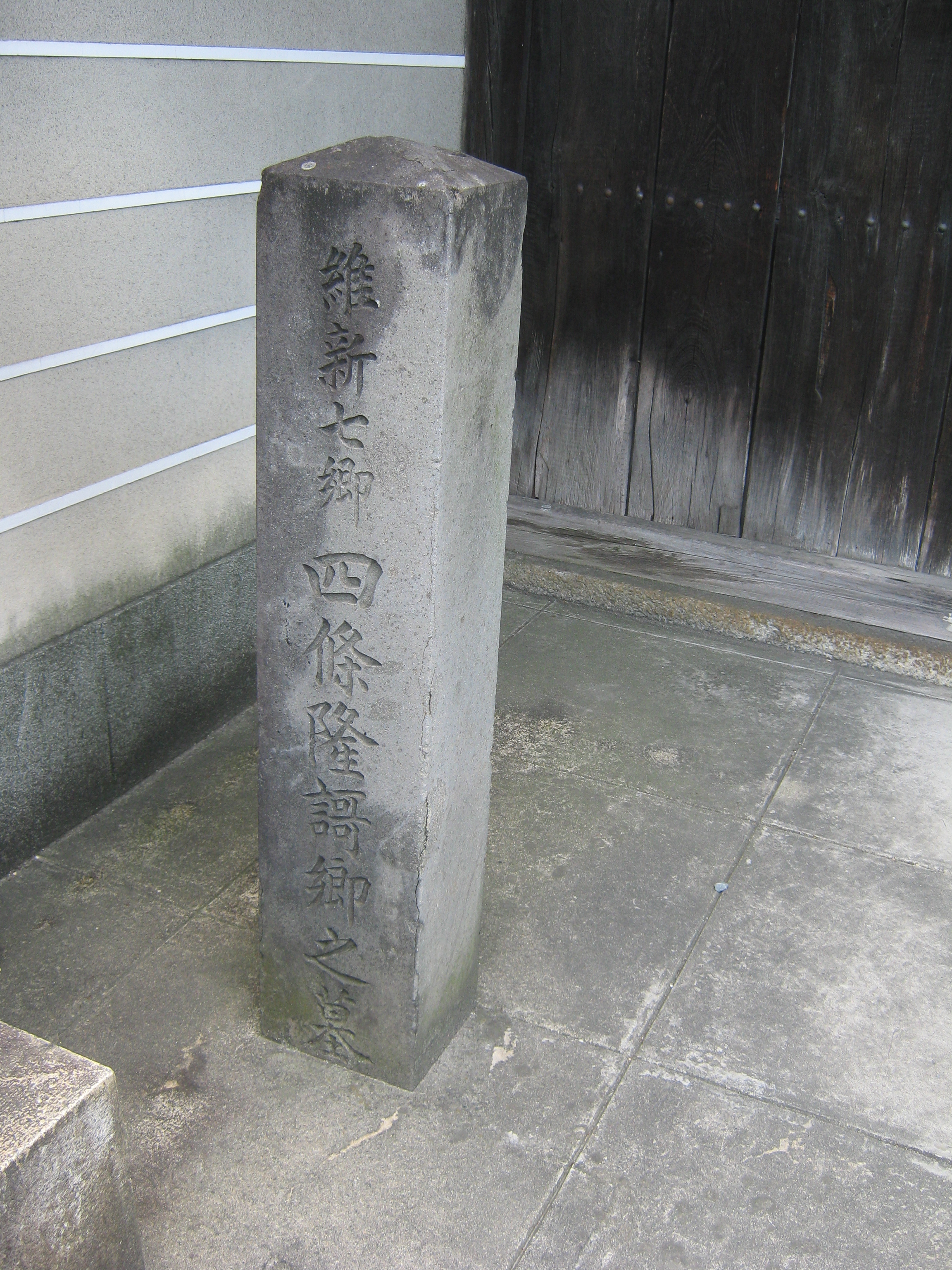
四条隆謌卿之墓（妙傳寺）

四条 隆謌（しじょう たかうた、旧字体：四條 隆󠄁謌）は、江戸時代後期から明治時代にかけての日本の公家、華族、陸軍軍人。

## 概要
権大納言四条隆生（たかあり）の次男で、醍醐輝久の孫。幕末期には攘夷急進派の公家として活動し、安政勤王八十八廷臣、七卿（七卿落ち）に数えられる。明治維新後は軍人として活動、官位は陸軍中将正四位勲二等侯爵に昇り、元老院議官・貴族院議員を務める。
弓術に深く通じ、明治天皇の師範であった。

## 生涯
幕末期は攘夷派公卿として幕府に建言していたが、八月十八日の政変によって失脚し、長州藩、次いで太宰府に移った。このため一時官位を剥奪されている。1867年（慶応3年）12月の王政復古で討幕派が朝廷の実権を握ると京に戻って官位を復され、戊辰戦争では中国四国追討総督・大総督宮参謀・仙台追討総督・奥羽追討平潟口総督などを務め、1869年（明治2年）6月、維新の功績により永世禄300石を与えられ、同年7月に陸軍少将に任ぜられる。
1872年（明治5年）1月には大阪鎮台司令長官に就任、1874年（明治7年）4月に名古屋鎮台司令長官に移るが、1877年（明治10年）5月には大阪鎮台司令長官を兼ねた（同年10月に兼職を免ぜられる）。1880年（明治13年）の仙台鎮台司令長官を経た後、1881年（明治14年）2月に陸軍中将に昇り元老院議官に就任する。1884年（明治17年）7月に伯爵、1891年（明治24年）4月23日に侯爵に陞爵し、貴族院侯爵議員となる。1893年（明治26年）12月、予備役。1898年（明治31年）11月薨去。墓所は妙傳寺。

## 家族・親族
- 父：四条隆生（1792 - 1857） - 権大納言。醍醐輝久の子。四条隆考の養子。
- 母：家女房
- 養父：四条隆美（1815 - 1834） - 実兄。
- 先妻：銈姫（? - 1880） - 黒田長溥養女（実父・奥平昌高）。不仲のため子供はなかった。
- 後妻：春子（1856 - 1908） - 売薬商・中井好馬の長女で、土方久元伯爵の養女。京都祇園の舞妓時代に隆謌の妾となり、後に後妻となる[5][6]。
  - 長女：満子（1853 - 1890） - 飛鳥井雅典の子・飛鳥井雅望の妻。
  - 次女：芳（1862 - ?） - 木下秀有の養女。
  - 九男：隆愛（1880 - 1938） - 母は後妻の春子。四条侯爵家を継ぐ。陸軍に入り、陸軍少佐まで進む。
  - 三女：加根子 - 後妻春子の子。三島弥太郎子爵に嫁ぎ、通陽、寿子（子爵阪谷希一の妻）を生む。
- 女中：サエ
  - 十男：四条十郎 - 庶子。早くから学習院の寮で暮らし、19歳で拳銃自殺[5]。
- 養子
  - 男子：四条隆平（1841 - 1911） - 実弟。別家を興し、男爵となる。
  - 男子：一条実輝（1866 - 1924） - 弟・隆平の庶子。隆謌の七男として育ち、一条忠貞の養子となる。

## 系譜

### 四条家
四条家は、藤原家成の子である藤原隆季を始祖とし、羽林家の一つであった。

### 皇室との関係
後陽成天皇の男系七世子孫である。後陽成天皇の第九皇子で一条家を継いだ一条昭良の男系後裔。

詳細は皇別摂家#系図も参照のこと。

## 年譜
- 文久2年（1862年）10月 侍従
- 明治元年（1868年）1月 中国四国追討総督
  - 2月 参与職・軍防事務局親兵掛
  - 4月 左近衛権少将、三等陸軍将。
  - 5月 甲府表鎮撫使、駿府表鎮撫使。
  - 6月 大総督宮参謀
  - 7月 仙台追討総督
  - 8月 奥羽追討平潟口総督
  - 11月 東京在勤
- 明治2年（1869年）7月 陸軍少将
- 明治4年（1871年）10月 大坂鎮台出張
- 明治5年（1872年）1月 大坂鎮台司令長官
- 1874年（明治7年）4月 名古屋鎮台司令長官
- 1877年（明治10年）5月 兼大坂鎮台司令長官（- 同年10月）
- 1879年（明治12年）9月 名古屋鎮台司令官
- 1880年（明治13年）4月 仙台鎮台司令官（- 1881年2月）
- 1881年（明治14年）2月 陸軍中将、元老院議官（- 1883年6月）。
- 1884年（明治17年）7月 伯爵
- 1888年（明治21年）12月 休職
- 1891年（明治24年）4月 侯爵、貴族院議員（- 1898年11月）。
- 1893年（明治26年）12月 予備役

## 栄典
位階
- 1886年（明治19年）10月20日 - 従三位[7]
- 1896年（明治29年）6月20日 - 従二位[8]
- 1898年（明治31年）11月23日 - 正二位[9]

勲章等
- 1884年（明治17年）7月7日 - 伯爵[10]
- 1898年（明治31年）11月24日 - 勲一等瑞宝章[9]